# 崔惠仁
崔惠仁（韓語：최혜인，1992年8月8日—），韓国女子羽毛球運動員。

## 簡歷
2010年，崔惠仁參加墨西哥舉行的世界青年羽毛球錦標賽，奪得混合團體亞軍、混合雙打亞軍（拍檔：姜志旭）及女雙項目季軍（拍檔：李紹希）。

## 主要比賽成績
只列出曾進入準決賽的國際賽事成績：
| 年份   | 賽事                 | 公開賽級別 | 項目     | 拍檔   | 成績   |
| ------ | -------------------- | ---------- | -------- | ------ | ------ |
| 2010年 | 世界青年羽毛球錦標賽 | 其他       | 女子雙打 | 李紹希 | 季軍   |
| 2010年 | 世界青年羽毛球錦標賽 | 其他       | 混合雙打 | 姜志旭 | 亞軍   |
| 2010年 | 世界青年羽毛球錦標賽 | 其他       | 混合團體 | －     | 亞軍   |
| 2011年 | 土耳其羽毛球國際賽   | 國際系列賽 | 女子雙打 | 金昭映 | 準決賽 |
| 2012年 | 亞洲羽毛球錦標賽     | 其他       | 混合雙打 | 金沙朗 | 準決賽 |
| 2012年 | 日本羽毛球超級賽     | 超級賽     | 女子雙打 | 金昭映 | 準決賽 |
| 2012年 | 澳門羽毛球黃金大獎賽 | 黃金大獎賽 | 女子雙打 | 金昭映 | 亞軍   |
| 2013年 | 韓國羽毛球黃金大獎賽 | 黃金大獎賽 | 混合雙打 | 姜志旭 | 亞軍   |
| 2013年 | 澳門羽毛球黃金大獎賽 | 黃金大獎賽 | 混合雙打 | 姜志旭 | 準決賽 |
| 2013年 | 越南羽毛球大獎賽     | 大獎賽     | 混合雙打 | 姜志旭 | 準決賽 |
| 2014年 | 加拿大羽毛球大獎賽   | 大獎賽     | 女子雙打 | 李紹希 | 冠軍   |
| 2014年 | 加拿大羽毛球大獎賽   | 大獎賽     | 混合雙打 | 裴權瑛 | 準決賽 |

| 2007-2017年 | 首要超級賽 | 超級賽 | 黃金大獎賽 | 大獎賽 | 國際挑戰賽 | 國際系列賽 | 未來系列賽 | 其他 |

| 2018-2026年 | 總決賽 | 超級1000賽 | 超級750賽 | 超級500賽 | 超級300賽 | 超級100賽 | 國際挑戰賽 | 國際系列賽 | 未來系列賽 | 其他 |